# Hednota opulentellus
Hednota opulentellus là một loài bướm đêm trong họ Crambidae.